# Brother Industries
Brother Industries, Ltd. (ブラザー工業株式会社, Burazā Kōgyō Kabushiki-gaisha) is een Japanse multinational die in 1908 werd opgericht. Het bedrijf produceert onder meer printers, labelprinters en desktopcomputers, maar ook naaimachines, werktuigmachines, faxapparaten en typemachines.

## Geschiedenis
Het bedrijf startte in 1908 onder de naam Yasui Sewing Machine Co. in de Japanse stad Nagoya. De latere naam die het bedrijf in 1955 kreeg, Brother, werd ontleend aan de broers Yasui, de beide erfgenamen.
Brother was clubsponsor van Manchester City van 1987 tot 1999, en was daarmee een van de langste onafgebroken sponsors van een Britse voetbalclub.
Het bedrijf doneert regelmatig aan filantropische doelen, waaronder donaties in 2017 en 2021 aan het Rode Kruis.
In 2022 behaalde het bedrijf een mijlpaal van 70 miljoen verkochte naaimachines sinds de start van de verkoop in 1932.

## Galerij

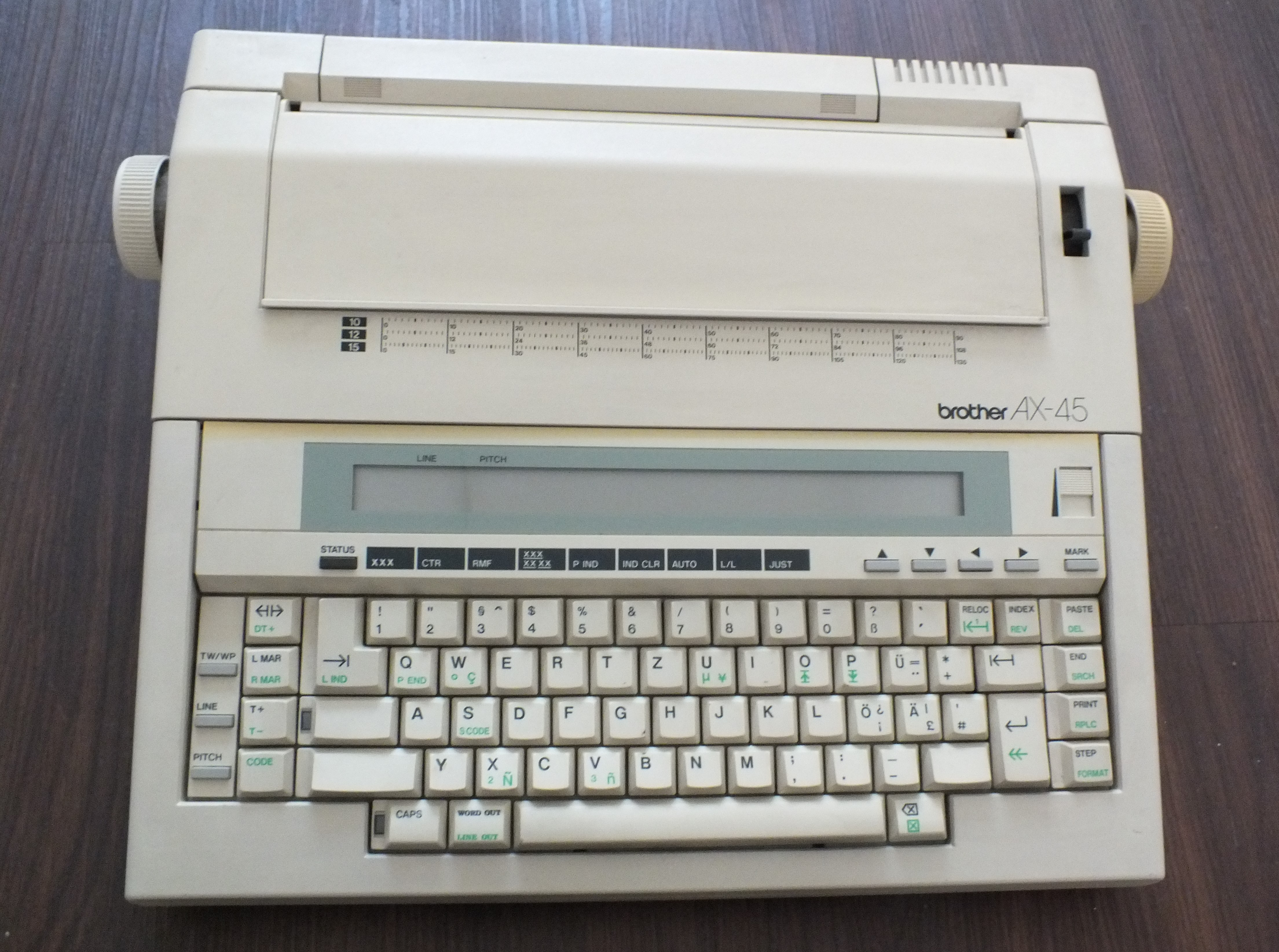
Elektrische schrijfmachine
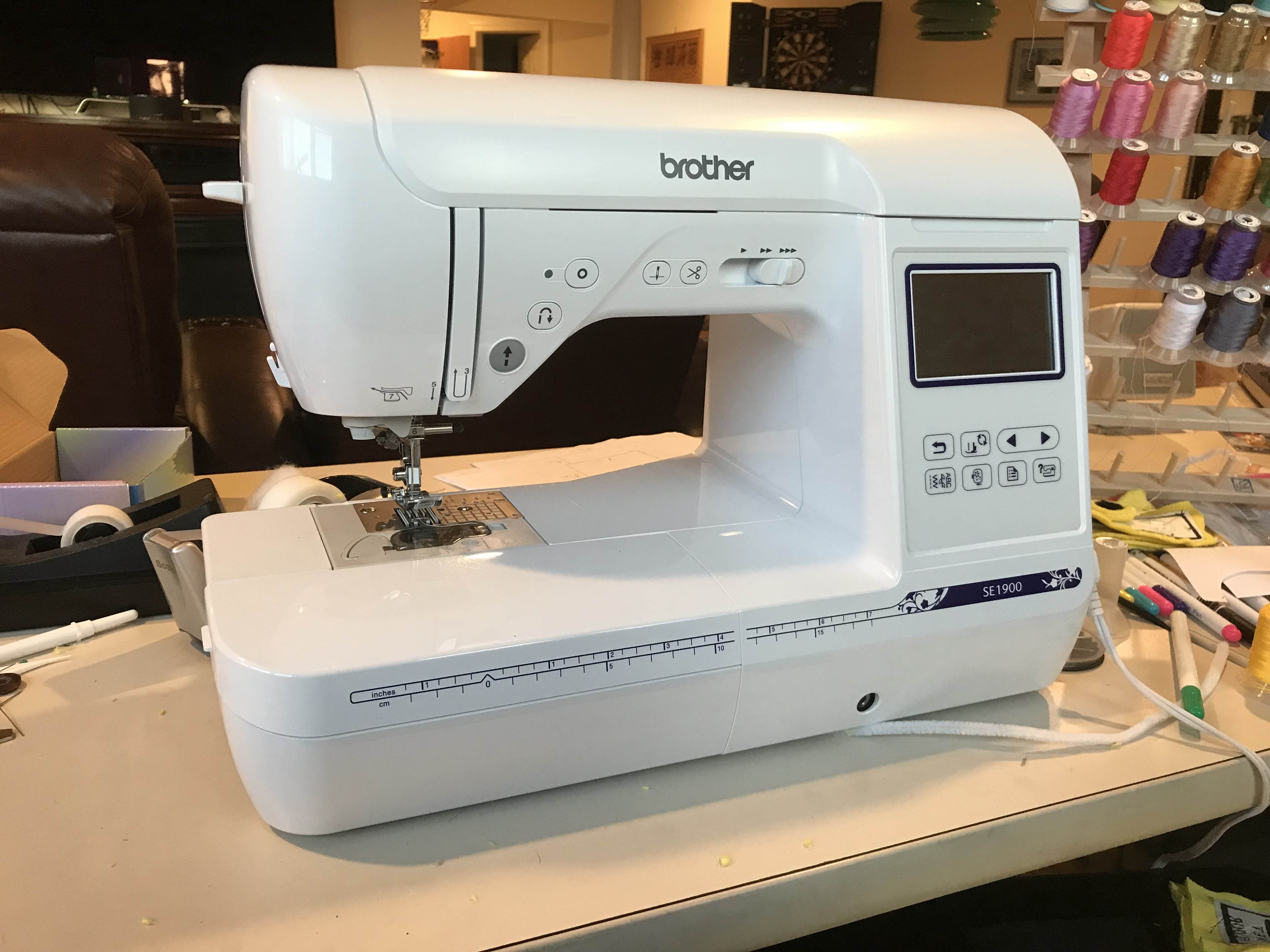
Computergestuurde naaimachine
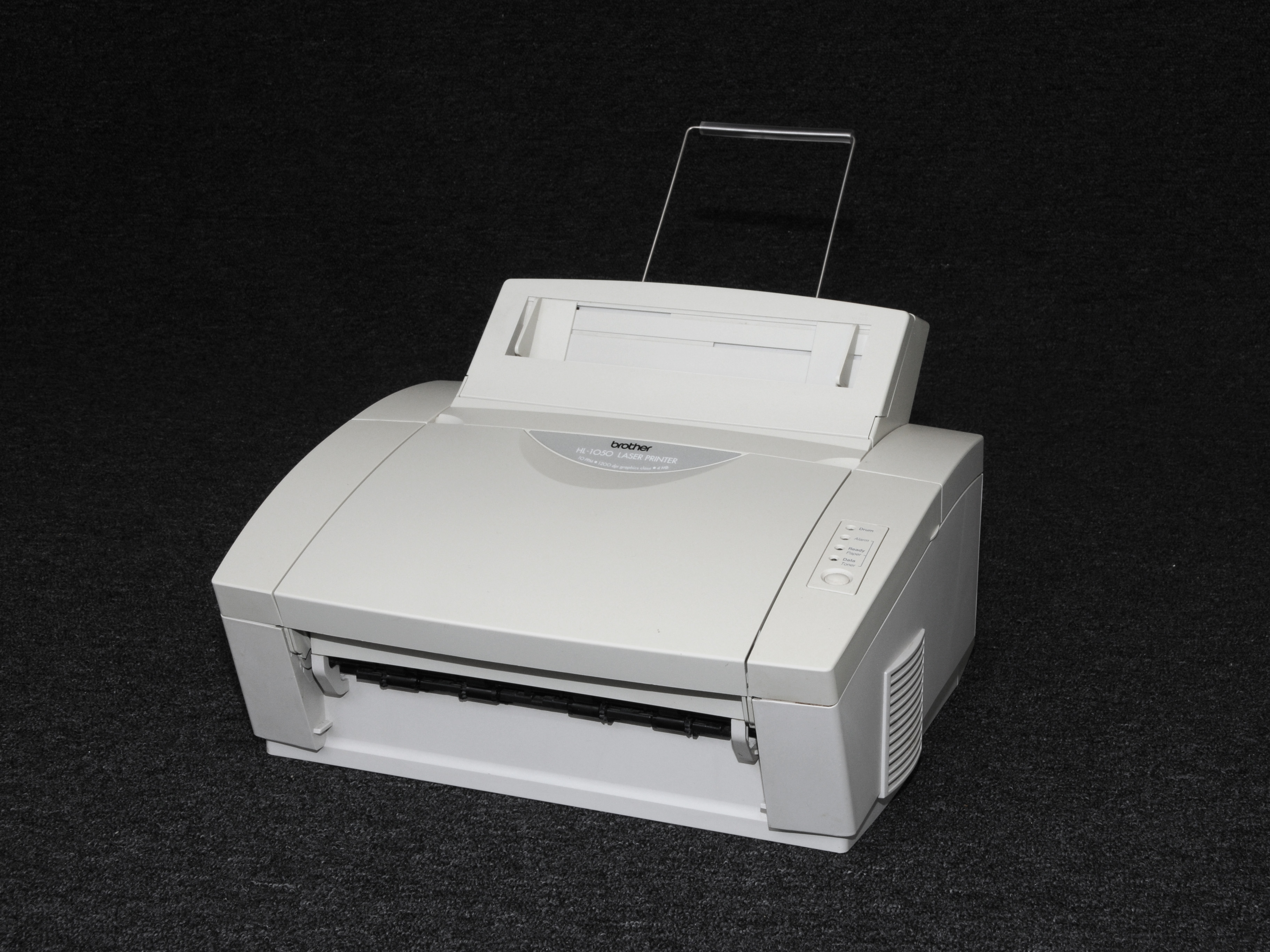
Laserprinter